# Shāhāda
Shāhāda är en ort i Indien.   Den ligger i distriktet Nandurbar och delstaten Maharashtra, i den centrala delen av landet, 800 km söder om huvudstaden New Delhi. Shāhāda ligger 140 meter över havet och antalet invånare är 58 402.
Terrängen runt Shāhāda är platt. Runt Shāhāda är det tätbefolkat, med 308 invånare per kvadratkilometer. Shāhāda är det största samhället i trakten. Trakten runt Shāhāda består till största delen av jordbruksmark.